# Беніпаррель
Беніпаррель (валенс. Beniparrell, ісп. Beniparrell) — муніципалітет в Іспанії, у складі автономної спільноти Валенсія, у провінції Валенсія. Населення — 1950 осіб (2010).

## Географія
Муніципалітет розташований на відстані близько 310 км на схід від Мадрида, 11 км на південь від Валенсії.

## Демографія
Динаміка населення (INE ):

## Галерея зображень

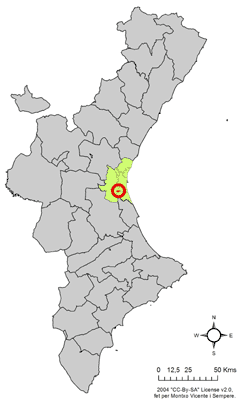
Розташування муніципалітету Беніпаррель у автономній спільноті Валенсія
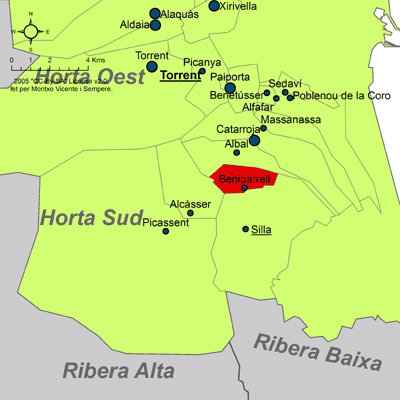
Розташування муніципалітету Беніпаррель у комарці Уерта-Сур
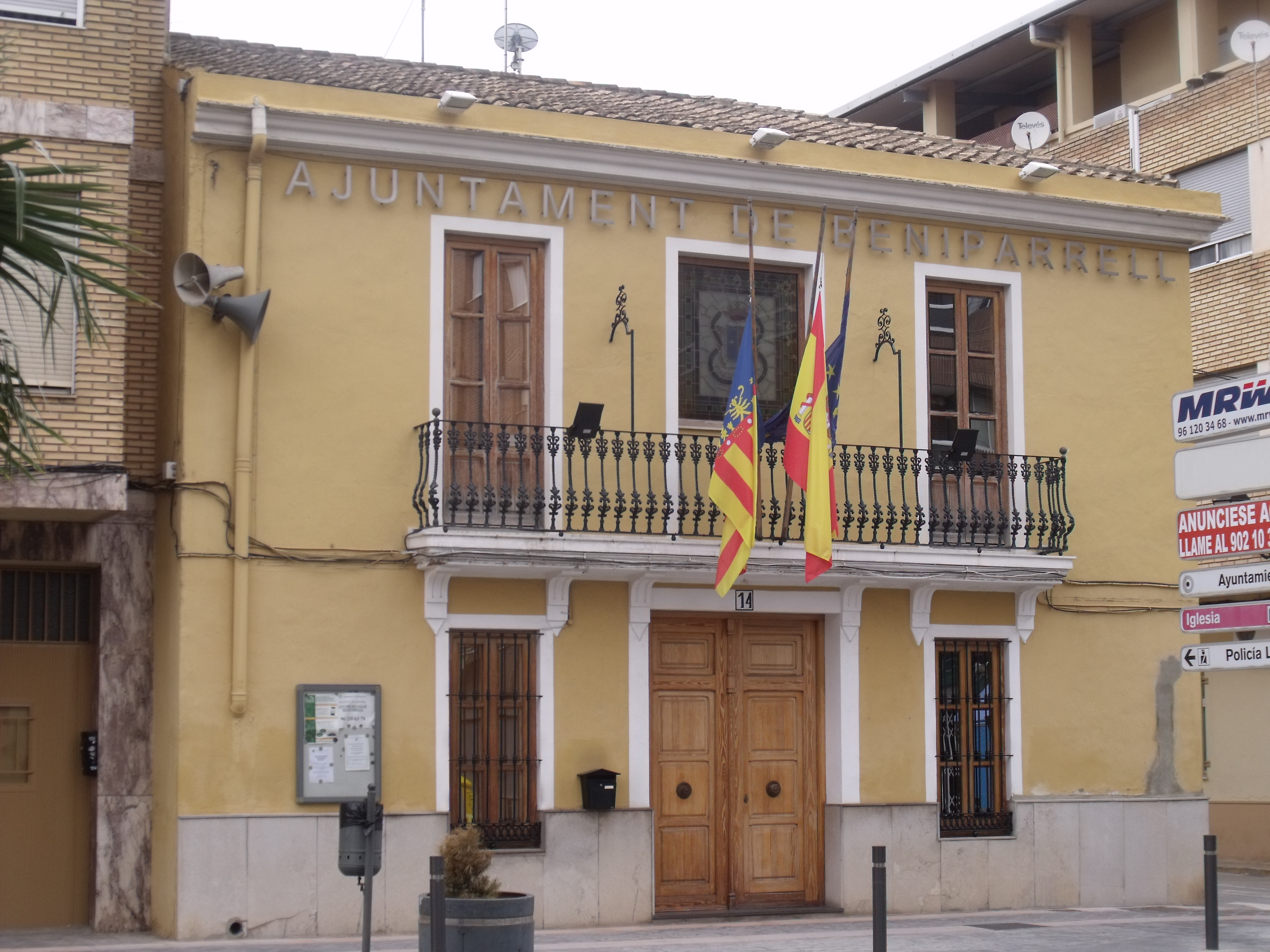
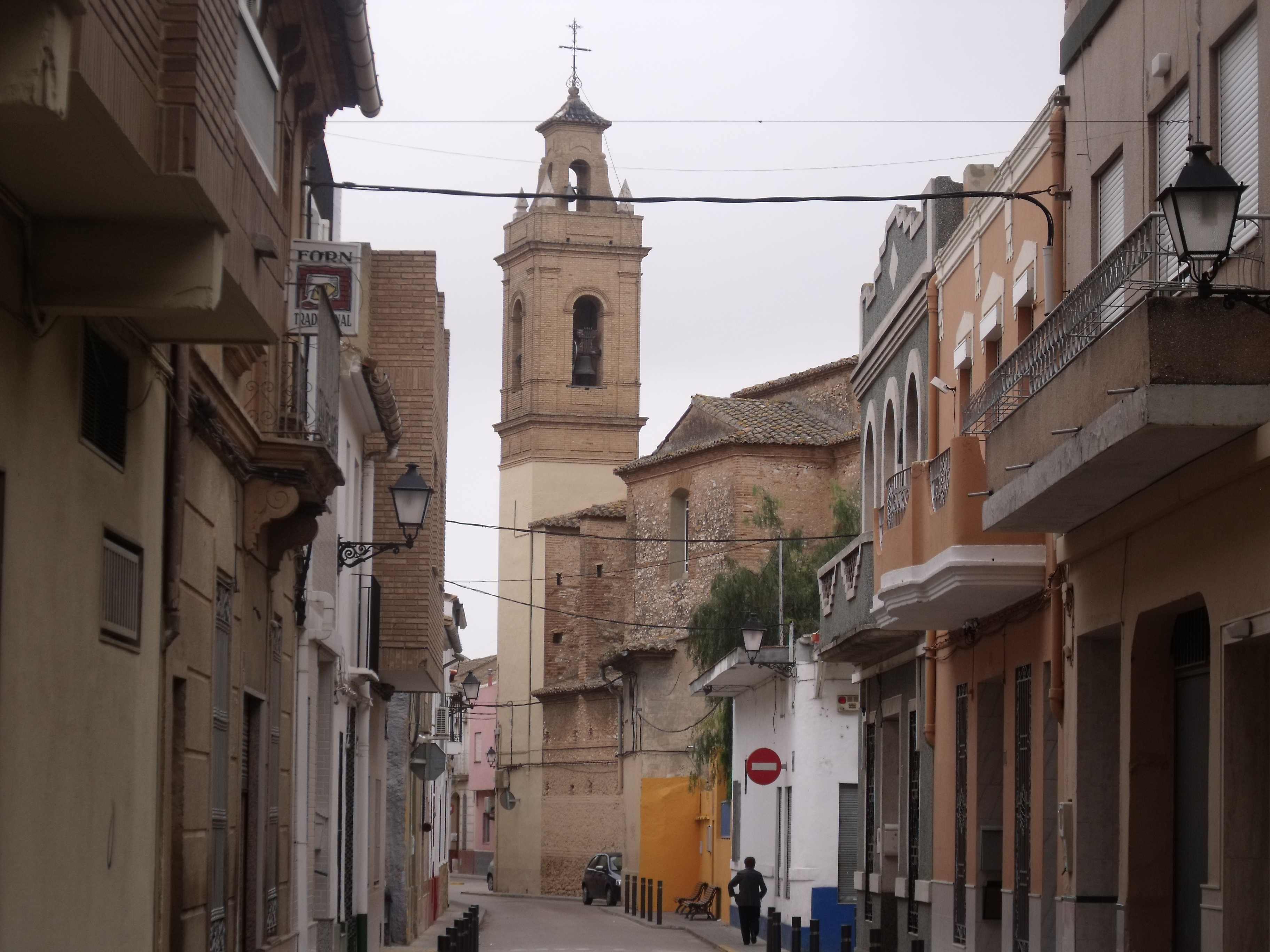
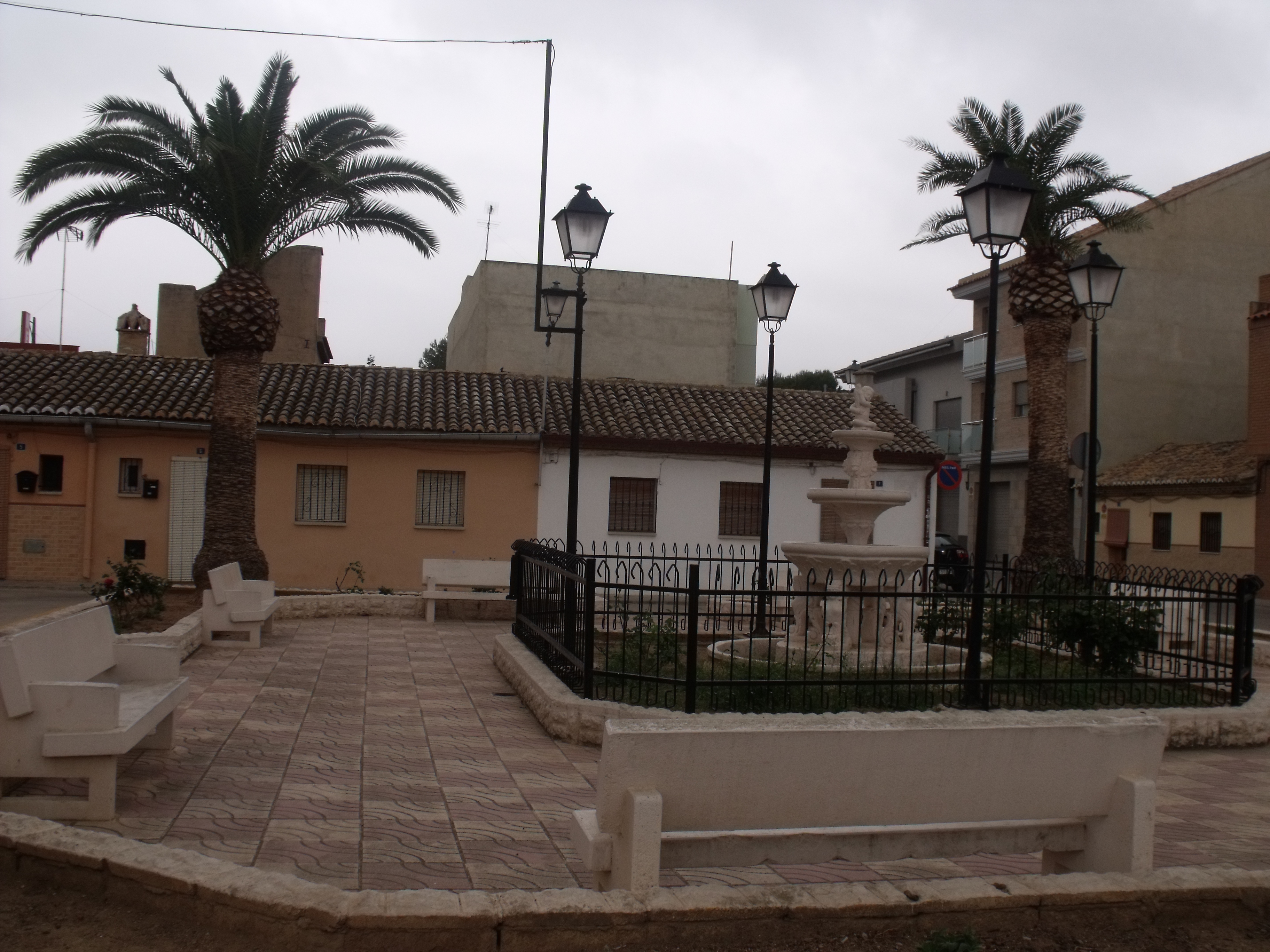
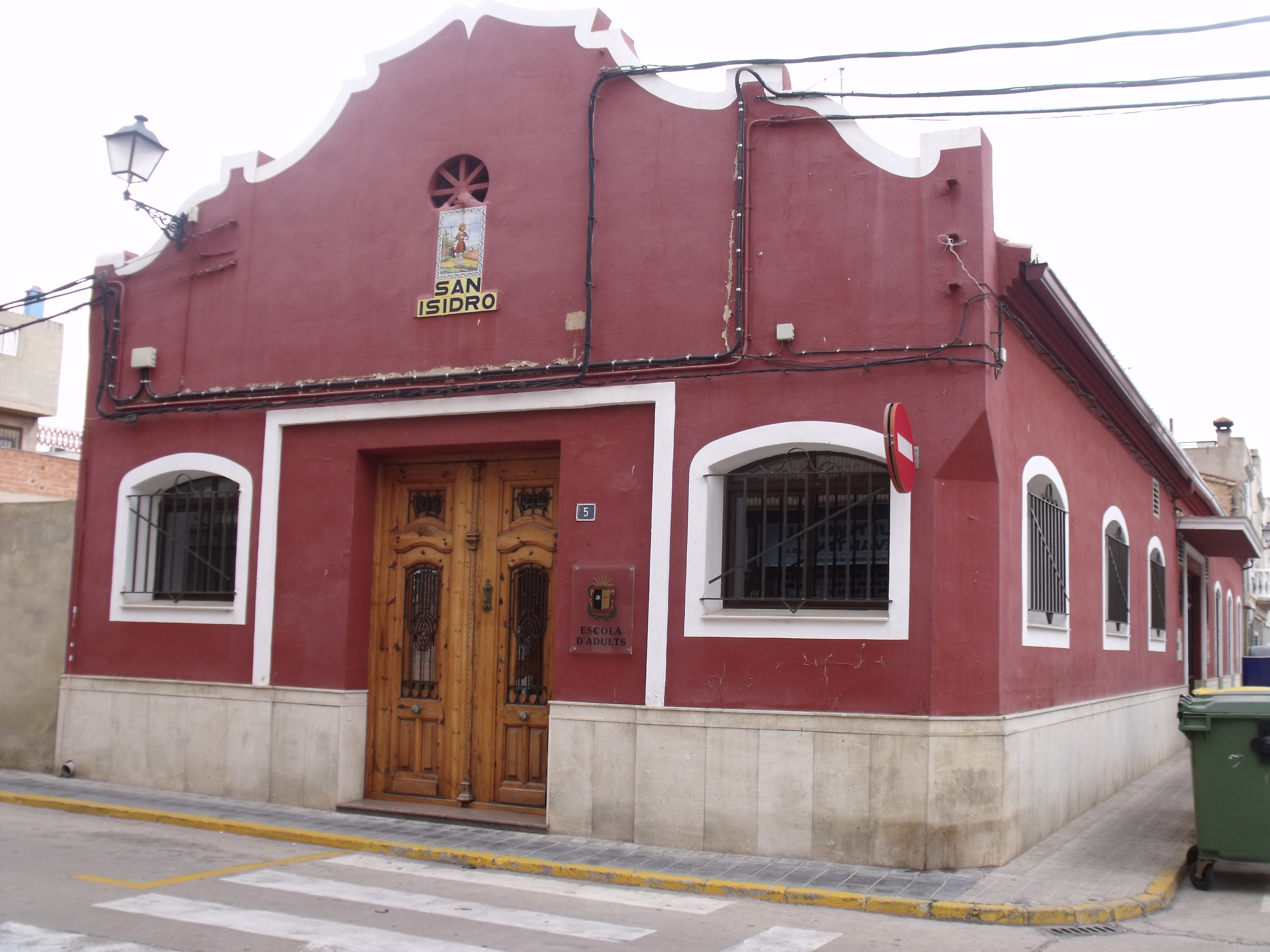